# 老湾调味料

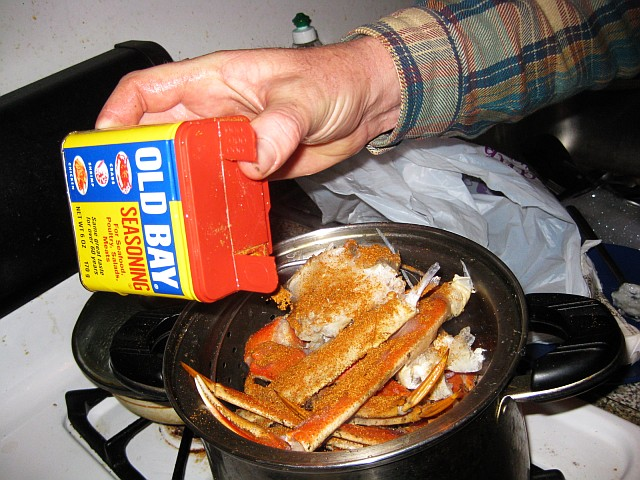
使用老湾调味料烹制雪蟹腿

老湾调味料（英語：Old Bay Seasoning）是起源自美国马里兰州巴尔的摩的一款海鲜调味粉，在美国中大西洋州份受到广泛欢迎。该调料现由味好美公司在美国销售。

## 特点
老湾调味料实际标注出的主要成分仅为芹盐、香料（红辣椒、黑辣椒）和紅甜椒粉。而其所宣称的18中成分中的另外14种则无从而知。创制人古斯塔夫·布伦（Gustav Brunn）表示为了使其成分看上去更复杂，添加了极少量的肉桂、肉豆蔻和丁香等。其通常使用罐头包装，贴纸为标志性的黄底上附加纵横两道蓝色色块和红色顶盖。

## 历史
古斯塔夫·布伦（Gustav Brunn）是德国韦尔特海姆的一名犹太香料商人，专营香肠香料。在1938年水晶之夜爆发后，他带着家人逃到了美国。他带着一台德国产的工业香料研磨机，在巴尔的摩内港的鱼市对面重开了自己的香料店，名为巴尔的摩香料公司。他起初只在巴尔的摩贩卖单一种类的香料，例如碎紅辣椒、芹盐、芥菜籽等。后来他注意到很多鱼市摊贩调制混合香料来蒸螃蟹。受到启发，古斯塔夫·布伦也开始制作混合香料。他先是向鱼市摊贩推广，流行开之后开始向杂货店贩售。之后以一条往返于巴尔的摩和诺福克之间的轮船航线——老湾线，而将该调料命名为“老湾”（Old Bay）。
1960年代后，香料公司由其儿子拉尔夫·布伦（Ralph Brunn）接手。1980年代，香料公司被转卖给其他公司。1990年，总部位于巴尔的摩的味好美公司收购了老湾调味料的生产线。